# Juan Zumba
Juan Francisco Zumba (* 19. September 1982) ist ein salvadorianischer Fußballschiedsrichterassistent.
Seit 2007 steht er auf der Liste der FIFA-Schiedsrichter und leitet internationale Fußballspiele.
Als Schiedsrichterassistent war Zumba (meist zusammen mit William Torres) bei vielen internationalen Turnieren im Einsatz, darunter bei der Weltmeisterschaft 2010 in Südafrika, bei der Klub-Weltmeisterschaft 2011 in Japan, beim Konföderationen-Pokal 2013 in Brasilien, bei der Weltmeisterschaft 2014 in Brasilien, bei der Klub-Weltmeisterschaft 2015 in Japan, bei der U-20-Weltmeisterschaft 2017 in Südkorea und bei der Weltmeisterschaft 2018 in Russland (jeweils als Assistent von Joel Aguilar).
Zudem wurde er beim Gold Cup 2013, 2015, 2017, 2019 und 2021 eingesetzt.